# Ravensthorpe Shire
Koordinaten: 33° 35′ S, 120° 2′ O

Das Shire of Ravensthorpe ist ein lokales Verwaltungsgebiet (LGA) im australischen Bundesstaat Western Australia. Das Gebiet ist 9.829 km² groß und hat etwa 1750 Einwohner (2016).
Ravensthorpe liegt an der Südwestküste des Staats etwa 430 Kilometer südöstlich der Hauptstadt Perth. Der Sitz des Shire Councils befindet sich in der Stadt Ravensthorpe, wo etwa 290 Einwohner leben (2016).

## Verwaltung
Der Ravensthorpe Council hat sieben Mitglieder. Die Councillor werden von den Bewohnern der drei Wards (drei aus dem Rural Ward und je zwei aus Hopetoun und Ravensthorpe Ward) gewählt. Aus dem Kreis der Councillor rekrutiert sich auch der Ratsvorsitzende und Shire President.